# Comuna Ternavka, Izeaslav
Ternavka (în ucraineană Тернавка) este o comună în raionul Izeaslav, regiunea Hmelnîțkîi, Ucraina, formată din satele Sohujînți și Ternavka (reședința).

## Demografie
Componența lingvistică a comunei Ternavka
     Ucraineană (99,54%)
     Alte limbi (0,35%)
Conform recensământului din 2001, majoritatea populației comunei Ternavka era vorbitoare de ucraineană (99,54%), existând în minoritate și vorbitori de alte limbi.